# Gh (digramme)
Cette page contient des caractères spéciaux ou non latins. S’ils s’affichent mal (▯, ?, etc.), consultez la page d’aide Unicode.
Pour les articles homonymes, voir GH.
Gh (minuscule gh) est un digramme de l'alphabet latin composé d'un G et d'un H.

## Linguistique
- Certains dialectes de l'allemand l’utilisent pour écrire [ɣ] ou [g], ainsi que [ç] ou encore [h]. C’est un allophone du ch, qui se dit [x] ou [k].
- En italien et en roumain, le digramme « gh » représente, devant un « i » ou un « e », le son ([g]).
- Dans les langues gaéliques, il représente [ɣ] ou [j] – au moins étymologiquement, car ces consonnes se sont souvent vocalisées. La valeur [j], dite caol « étroite », se rencontre à proximité des voyelles graphiques « e » et « i », tandis que la valeur [ɣ], dite leathan « étendue », se rencontre à proximité des voyelles graphiques « a », « o » et « u ».  En mannois, « gh » représente aussi [x] devant « t » ou en fin de mot.
- En cornique, il représente également [x].
- En anglais, « gh » est généralement muet ; il représente la trace étymologique du son [x] ou [ç] du moyen anglais, alors généralement écrit avec la lettre yogh. Dans certains mots toutefois, il a évolué vers le son [f] dans la séquence ough : par exemple dans enough, rough, tough.
- En picard et en wallon, il correspond à [g] devant e, i et y.
- Dans de nombreuses langues athapascanes telles que le navajo, « gh » représente la consonne [ɣ].
- En espéranto, « gh » sert à remplacer la lettre « Ĝ » en cas d’impossibilité d’utiliser cette lettre (par exemple si elle n’est pas disponible sur le clavier). Le digramme "gx" a la même fonction. Ainsi, il représente [ d͡ʒ].

## Représentation informatique
Comme la majorité des digrammes, il n'existe aucun encodage de Gh sous un seul signe, il est toujours réalisé en accolant un G et un H.